# صني سايد
صني سايد (بالإنجليزية: Sunny Side, Georgia)‏ هي مدينة تقع في مقاطعة سبالدينغ، جورجيا بولاية جورجيا في الولايات المتحدة. تبلغ مساحة هذه المدينة 0.5 (كم²)، وترتفع عن سطح البحر  م، بلغ عدد سكانها 134 نسمة في عام 2010 حسب إحصاء مكتب تعداد الولايات المتحدة.

## وصلات خارجية
- Cities & Counties - Georgia.gov